# Farrington Daniels
Pour les articles homonymes, voir Daniels.
Farrington Daniels, né le 8 mars 1889 à Minneapolis (Minnesota) et mort le 23 juin 1972, est un physico-chimiste américain.

## Biographie
Il est diplômé en chimie à l'université du Minnesota en 1910, puis en physico-chimie en 1911. À cette date il entre à l'université Harvard et prépare une thèse en électrochimie sous la supervision de Theodore William Richards, thèse soutenue en 1914, année où son directeur de thèse obtient le prix Nobel.
Ses projets en Europe étant annulés par la guerre, il entre comme assistant à l'Institut polytechnique de Worcester où effectue des recherches en calorimétrie avec une bourse de l'Académie américaine des arts et des sciences.
En 1920 il rejoint l'university of Wisconsin–Madison où il fera toute sa carrière de professeur jusqu'en 1959, année de sa retraite. Il occupe également un poste de directeur au Metallurgical Laboratory travaillant sur le projet Manhattan. En 1947 il devient membre du Bulletin of the Atomic Scientists qui promeut l'usage civil du nucléaire. Il est l'inventeur du réacteur à lit de boulets.
À partir des années 1950 il s'investit dans le développement des techniques utilisées pour l'utilisation de l'énergie solaire au sein d'un laboratoire créé à l'université du Wisconsin à Madison et dans la promotion de cette énergie auprès des autorités et du public au sein de la Solar Energy Society (en).

## Ouvrages
- (en) Farrington Daniels, Mathematical Preparation for Physical Chemistry, McGraw-Hill, 1928
- (en) William John Warren, Farrington Daniels et J. Howard Mattews, Experimental Physical Chemistry, McGraw-Hill, 1934
- (en) Farrington Daniels, Chemical Kinetics, Cornell University Press, 1938
- (en) Farrington Daniels et Robert A. Alberty, Physical Chemistry, Wiley, 1934 (ISBN 0471194743)
- (en) Farrington Daniels, Direct Use of the Sun's Energy, Ballantine Books, 1994 (ISBN 0-345-23794-3)

## Distinctions
- Prix Willard-Gibbs en 1955 ;
- Médaille Priestley en 1957 ;
- Inscrit au Hall of Fame de l'association Alpha Chi Sigma en 1982[2].